# LAUGH IT OUT
LAUGH IT OUT（ラフ・イット・アウト）は2010年5月19日に発売された、RIZE with 隼人のシングル。発売元はFar Eastern Tribe Records（ユニバーサルミュージック）。初回限定盤はミュージック・ビデオが収録されたDVDが同梱。

## 収録曲
1. LAUGH IT OUT [3:46]
作詞：JESSE, 市原隼人 / 作曲：RIZE
  - 映画『ボックス!』主題歌。主演の市原隼人が参加している[3]。
2. 人間合格 [3:28]
作詞：JESSE / 作曲：RIZE
3. ZEN [2:47]
作詞：JESSE / 作曲：RIZE
4. GOLD RUSH [3:14]
作詞：JESSE / 作曲：RIZE

## 収録アルバム
LAUGH IT OUT
- EXPERIENCE (2010年6月23日)
- FET BEST (2013年6月26日、ベスト・アルバム)